# Gunnarsby och Ingmår
Gunnarsby och Ingmår är en av SCB avgränsad och namnsatt småort i Sunne socken i Sunne kommun i Värmland. Den omfattar bebyggelse i byarna Gunnarsby och Ingmår där Ingmår används som namn för hela området.
Ingmår ligger cirka fem kilometer norr om Sunne.  

## Befolkningsutveckling
| Befolkningsutvecklingen | Befolkningsutvecklingen | Befolkningsutvecklingen | Befolkningsutvecklingen | Befolkningsutvecklingen |
| ----------------------- | ----------------------- | ----------------------- | ----------------------- | ----------------------- |
|                         |                         |                         |                         |                         |
| År                      |                         |                         | Invånare                |                         |
| 1995                    | 1995                    |                         | 81                      | 81                      |
| 2000                    | 2000                    |                         | 96                      | 96                      |
| 2005                    | 2005                    |                         | 101                     | 101                     |
| 2010                    | 2010                    |                         | 97                      | 97                      |
| 2015                    | 2015                    |                         | 98                      | 98                      |
| Källa:                  |                         |                         |                         |                         |

## Byn
I byn fanns en hållplats vid Fryksdalsbanan och en skola. I anslutning finns också Askerudsberget med en utsikt över sjön Fryken och med fornlämningar.